# Joanne Whalley
Pour les articles homonymes, voir Whalley.
Joanne Whalley (Joanne Whalley-Kilmer de 1988 à 1996) est une actrice britannique, née le 25 août 1961, à Salford.

## Biographie
Ses parents l'ont encouragée toute petite dans le théâtre, et elle joue des pièces dès son plus jeune âge. À l'âge de 10 ans, elle reçoit un rôle récurrent dans la série télévisée Coronation Street (1960). À partir de là, elle enchaîne les rôles pour la télévision, Emmerdale Farm (1972) et Kind of Loving (1982).
Sa première apparition au cinéma a lieu en 1982 pour le film Pink Floyd The Wall ; elle y interprète une groupie. Mais il faut attendre 1987 pour qu'elle ait enfin un rôle de premier plan dans le film Will you Love me Tomorrow.
Elle interprète Sorsha dans le film Willow (de Ron Howard), la fille de la maléfique reine Bavmorda. C'est à ce jour le rôle dans lequel le plus grand nombre de personnes l'ont vue. Il s'agit aussi de sa première apparition dans le cinéma hollywoodien. C'est durant ce tournage qu'elle rencontre son futur mari Val Kilmer (qui joue le rôle de Madmartigan).
À la télévision, elle tient le rôle de Vanozza Catanei dans la série The Borgias et le rôle de la Sœur Maggie Grace dans la série Daredevil.
Au cinéma, elle joue dans les films Le Complot, Scandal, Kill Me Again, Navy Seals, les meilleurs, The Big Man, Troubles, Un Anglais sous les tropiques, L'Homme qui en savait trop... peu et Twixt.

### Vie privée
Elle se marie avec Val Kilmer en 1988. Ils ont deux enfants (Jack et Mercedes). Ils apparaissent ensemble à l'écran dans le film Kill Me Again (1989). Elle est alors, pendant plusieurs années, créditée sous le nom de Joanne Whalley-Kilmer. Le couple divorce en 1996.

## Filmographie

### Cinéma
- 1982 : Pink Floyd The Wall : Groupie
- 1985 : Dance with a Stranger : Christine
- 1985 : No Surrender de Alan Bleasdale: Cheryl
- 1985 : The Good Father : Mary Hall
- 1987 : Will You Love Me Tomorrow : Jackie
- 1988 : Willow de Ron Howard : Sorsha
- 1988 : Le Complot (To Kill a Priest) : Anna
- 1989 : Scandal : Christine Keeler
- 1989 : Kill Me Again : Fay Forrester
- 1990 : Navy Seals, les meilleurs (Navy Seals) : Claire Varrens
- 1990 : The Big Man : Beth Scoular
- 1991 : Troubles (Shattered) de Wolfgang Petersen : Jenny Scott
- 1992 : Storyville : Natalie Tate
- 1993 : The Secret Rapture : Katherine Coleridge
- 1994 : Mother's Boys : Colleen 'Callie' Harland
- 1994 : Un Anglais sous les tropiques (A Good Man in Africa) : Celia Adekunle
- 1994 : Procès devant jury (Trial by Jury) : Valerie Alston
- 1997 : L'Homme qui en savait trop... peu (The Man Who Knew Too Little) : Lorelei 'Lori
- 1999 : A Texas Funeral : Miranda
- 2000 : Le Coupable (The Guilty) : Natalie Crane
- 2000 : Breathtaking : Caroline Henshow
- 2002 : La Chevauchée de Virginia (Virginia's Run) : Jessie Eastwood
- 2002 : Before You Go : Mary
- 2005 : The Californians : Luna
- 2006 : Played : Maggie
- 2011 : Twixt de Francis Ford Coppola : Denise
- 2017 : Muse (Musa) de Jaume Balagueró : Jacqueline
- 2018 : Paul, Apôtre du Christ (Paul, Apostle of Christ) de Andrew Hyatt : Priscille
- 2020 : Histoires d'amour (Love is Love is Love) d'Eleanor Coppola : Joanne

### Télévision
- 1972 : Emmerdale Farm (série télévisée) : Angela Read (1977)
- 1982 : A Kind of Loving (série télévisée) : Ingrid Rothwell
- 1983 : Reilly: The Ace of Spies (feuilleton TV) : Ulla Glass
- 1984 : A Christmas Carol (téléfilm) : Fan
- 1985 : Edge of Darkness (feuilleton TV) : Emma Craven
- 1986 : The Singing Detective (feuilleton TV) : Nurse Mills
- 1989 : A TV Dante (feuilleton TV) : Beatrice
- 1994 : Scarlett (feuilleton TV) : Scarlett O'Hara
- 2000 : Run the Wild Fields (téléfilm) : Ruby Miller
- 2000 : Jackie Bouvier Kennedy Onassis (téléfilm) : Jacqueline Kennedy-Onassis
- 2003 : 40 (téléfilm) : Jess
- 2005 : The Virgin Queen (feuilleton TV) : Marie Tudor
- 2005 : Child of Mine (téléfilm) : Tess Palmer
- 2007 : La Grande Inondation (Flood) : Patricia Nash
- 2011 : Gossip Girl : Princesse Sophie de Monaco
- 2011 : The Borgias de Neil Jordan (feuilleton TV) : Vanozza Catanei
- 2013 : The Challenger Disaster (The Challenger) de James Hawes (téléfilm)
- 2015 : Wolf Hall : Catherine d'Aragon
- 2016 : Beowulf : Retour dans les Shieldlands
- 2017 : The White Princess : Margaret, duchesse de Bourgogne
- 2018 : Daredevil : Sœur Maggie Grace
- 2022 : Willow : Sorsha
- 2023 : Carnival Row : Leonora